# دوبسون كولينز
دوبسون كولينز (بالإنجليزية: Dobson Collins)‏ هو لاعب كرة قدم أمريكية ولاعب كرة قدم كندية أمريكي، ولد في 12 يوليو 1987 في ستون ماونتن في الولايات المتحدة.